# 凯拉里
凯拉里（Khelari），是印度贾坎德邦Ranchi县的一个城镇。总人口18699（2001年）。

## 人口
该地2001年总人口18699人，其中男性9915人，女性8784人；0—6岁人口2613人，其中男1361人，女1252人；识字率59.42%，其中男性为69.08%，女性为48.52%。